# Niederstotzingen
Niederstotzingen (en allemand : [niː.dɐˈʃtɔ.t͡sɪŋ.ən] ) est une petite ville du  land Bade-Wurtemberg (Allemagne), située dans l'arrondissement de Heidenheim, dans la région de Wurtemberg-de-l'Est, dans le district de Stuttgart. Elle est située à 17 km au sud-est de Heidenheim et à 24 km au nord-est de Ulm. La commune est constituée de quatre villages : Niederstotzingen, Oberstotzingen, Stetten ob Lontal, ainsi que de l'agglomération de Lontal und Reuendorf. La commune compte 4 850 habitants.
La ville est jumelée avec la ville française de Bages, dans les Pyrénées-Orientales (66).

## Histoire

### Préhistoire

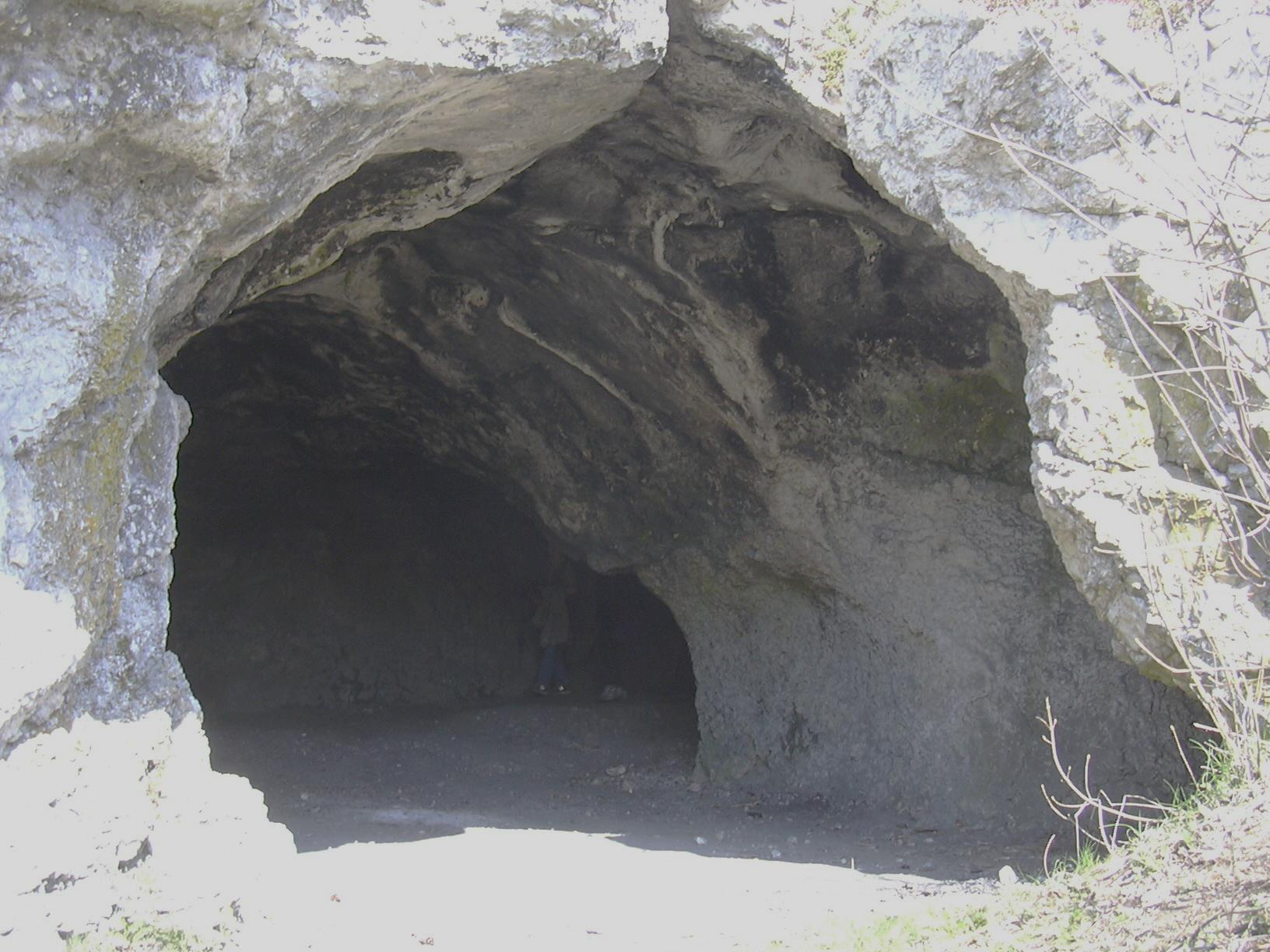
Entrée de l'habitat préhistorique dans la grotteVogelherdhöhle

La région de Niederstotzingen est peuplée depuis la Préhistoire. Des restes d'ivoire de mammouth retrouvés dans le secteur ont pu être datés et remontent à - 35 000 . Le site principal de ces découvertes est le Vogelherdhöhle, une grotte à proximité de l'actuelle ville de Niederstotzingen qui a probablement servi de zone de repos et d'abri pendant environ 30 000 ans.
La grotte a été découverte en 1931 par un ancien employé des chemins de fer, et historien amateur, Hermann Mohn, alors qu'il explorait les collines dominant la ville. Lors d'une expédition en 1931, menée par Gustav Riek, furent découvertes onze petites figurines sculptées d'animaux datant d'environ 32 000 ans. En 2005-2006, une expédition menée par l’Université de Tübingen découvrit plusieurs autres sculptures, dont l'une, un cheval d'ivoire, pourrait être l'une des plus anciennes œuvres humaines du monde. En 2006 une autre sculpture fut découverte. Il s'agissait cette fois d'un mammouth sculpté dans de l'ivoire de mammouth, estimé à 35 000 ans, ce qui en fait le plus ancien objet d'art humain connu.
De plus, des grottes voisines du Lonetal (vallée de la Lone) recèlent d'autres sculptures (lion anthropomorphe). La vallée du Lone pourrait avoir abrité simultanément deux espèces d'humains. Il semble très fortement probable qu'à la fois que Néandertal et Cro-Magnon puissent avoir occupé la vallée. Le Professeur Riek, qui a découvert nombre des premières sculptures, écrit dans un roman documentaire intitulé Die Mammutjäger im Lonetal (Les chasseurs de mammouths dans la vallée de la Lone) qui mentionne des conflits violents entre les Bärentöter (tueurs d'ours ou Neanderthal) et les Mammutjäger (chasseurs de mammouths ou Homo Sapiens).

### Période romaine
Avant que les Romains ne conquièrent la Germanie, les Celtes occupaient la vallée de la Lone. Une  Viereckschanze celtique  (un terrassement à quatre côtés) a été mis au jour près du village moderne de  Niederstotzingen. Une villa rusticam a été découverte entre Niederstotzingen et Sontheim à proximité de l'ancienne voie romaine qui reliait Kastell Urspring à Ratisbonne.

### Moyen Âge
Lors de l'urbanisation des quartiers sud de la ville, en 1962, un petit cimetière datant de la fin du VIIe siècle a été mis au jour. Il s'agit d'un cimetière alaman renfermant les restes de plusieurs nobles ainsi que leurs animaux et des objets précieux. Selon le site suisse MyTrueAncestry, il s'agirait de tombes de trois générations de nobles mérovingiens.
Le nom Stotzingin est mentionné pour la première fois en 1143, bien que la signification du nom soit incertaine.  Pendant le Haut Moyen Âge, une famille de petite noblesse prit le nom de la ville.  Cette famille, toujours existante, dirigea Niederstotzingen jusqu'en 1330. En 1366, l’Empereur Charles IV offrit Niederstotzingen à Wilhelm von Riedheim contre la promesse d'étendre et de fortifier la ville.  La ville reçut des privilèges qu'elle conserva longtemps  (à l'exception d'une brève période au XIXe siècle).
En 1400,  La famille von Leimberg acquit les droits de gouverner la ville. Cinquante ans après, ces droits revinrent à la famille famille de chevaliers von Westernach. Les von Westernach échangèrent Niederstotzingen en 1457 avec la famille vom Stain contre Konzenberg.  

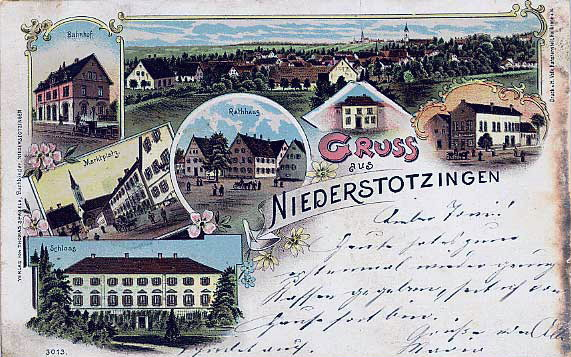
carte postale ancienne de Niederstotzingen

La famille Stain étendit et agrandit son fief au cours des siècles suivants. Ils accordèrent plusieurs privilèges importants, dont la garantie que les citoyens de la ville ne seraient aucunement jugés par une cour étrangère.  Ils ont également tenté d'utiliser la prospérité de la ville pour se faire reconnaître comme libres chevaliers impériaux, afin de ne devoir que la loyauté et les taxes impériales.

### Temps modernes
En 1550, la succession de Bernhard vom Stain fut partagée en deux : le burgschlossische (nommé à partir du vieux château féodal, le Burgschloss) et le steinhausische  (nommé à partir du Steinhaus ou château neuf). En 1565, Heinrich vom Stain se convertit au Protestantisme et ordonna que sa moitié de la ville se convertisse. Son frère dans la  moitié steinhausischen resta catholique.  Les citoyens de la ville furent divisés religieusement pendant des siècles. L'église de Niederstotzinger servit aux deux cultes jusque dans les années 1960.
Après le décès sans héritier de Heinrich vom Stain in 1605, sa part de Niederstotzingen fut accordée à son cousin  Leopold Karl, qui gouvernait la ville voisine de Bächingen. Leopold partagea sa moitié de Niederstotzingen en 1624, entre ses deux fils.  A l'intérieur des remparts de la petite ville, il y avait à présent trois seigneurs apparentés, gouvernant chacun des quartiers de la ville.  Il y avait un steinhausische catholique, un burgschlossische et à présent un nouveau gouvernant. 
En 1661 le quartier steinhausische fut vendu à l'abbaye de Kaisheim. En 1799 le dernier détenteur du quartier freihausische mourut sans enfant et le quartier fut rattaché au burgschlossische sous le Graf (ou comte) Karl Leopold vom Stain.  Lui-même mourut en 1809 sans descendant et son territoire  (Niederstotzingen et Riedhausen) ainsi que le nouveau château revinrent à son neveu, le comte Josef Alexander von Maldeghem.  Le château de  Niederstotzingen est alors la propriété de cette famille, qui avait aussi acquis les villages de Oberstotzingen et Stetten afin d'étendre leurs possessions.

## Tourisme
- Le Burgschloss des comtes vom Stain. Le château est la propriété du la famille von Maldeghem, et a été déclaré bien indivisible et permanent de la famille en 1843.
- Le Schloss Oberstotzingen, édifié au XVIe siècle par la famille von Jahrsdorf. C'est maintenant un hôtel.
- L'église baroque Saint Martin dans l’Oberstotzingen, érigée en 1761 sur les fondations d'un mur romain.
- L'église saint Andreas à Niederstotzingen.
- Le château Schloss Stetten, construit en 1583 pour la famille von Riedheim. En 1712, il fut rebâti dans le style baroque par Valerian Brenner.
- L'église baroque lieu de pèlerinage à Stetten, dédicacée en 1733, accueille une copie de la Vierge noire de Einsiedeln, en Suisse alémanique.
- Ruines su château féodal Burg Kaltenburg à Lonetal.
- Le Vogelherdhöhle à Lonetal, site de la vallée du Lone où fut découvert un cheval d'ivoire, considéré comme la plus ancienne œuvre humaine au monde. La grotte a été occupée par les humains pendant plus de 35 000 ans.

## Personnalités liées à la commune
- Johann Christoph Friedrich Haug (1761–1829), professeur à l’école militaire de Stuttgart foundée par le duc de Württemberg Karl Eugen, et poète royal de Stuttgart
- Rudolf Friedrich Heinrich von Magenau (1767–1848), ecclésiastique et écrivain.